# Priamurskij
Priamurskij (ros. Приамурский) – osiedle typu miejskiego w Rosji, w Żydowskim Obwodzie Autonomicznym, w rejonie smidowickim. W 2010 liczyło 4047 mieszkańców.